# Komako Kimura
Komako Kimura (japonès: 木村駒子)  (prefectura de Kumamoto, 29 de juliol de 1887 - 10 de juliol de 1980), també escrit Komaku Kimura o Komago Kimura en periòdics estatunidencs, fou una actriu, ballarina, directora de teatre i editora de revistes feminista i sufragista japonesa.

## Biografia

### Primers anys
Komako Kimura es formà com a actriu des de la infantesa. Va llegir autors occidentals a l'escola, inclosa la feminista sueca Ellen Key, els escrits de la qual Kimura admirava.

### Carrera
El 1913, Komako Kimura cofundà Shin Shinfujinkai (Nova Associació Reial de Dones) i edità la revista Shin shin fujin. Va viatjar a Nova York el 1917 per a participar en una marxa a favor del sufragi femení, estudiar anglés, aprendre les estratègies de les sufragistes estatunidenques, i recaptar fons per a continuar amb el sufragi femení al Japó. Es proposà publicar una revista als Estats Units, titulada The Japanese Suffragist.
Komako Kimura actuà en quasi tots els papers femenins de Shakespeare (en japonés) i va dirigir dos teatres a Tòquio. "M'han dit que una ballarina sufragista als Estats Units no s'acaba de comprendre", va comentar en una entrevista del 1917. "Tots hem de tenir mitjans de subsistència mentre lluitem pels nostres ideals."

### Vida personal
Komako Kimura es casà amb el mestre espiritual i guaridor Hideo Kimura, i tingueren un fill al 1909. Mentre visqueren a Nova York, els Kimura mostraren disciplines físiques japoneses i realitzaren cerimònies religioses.